# Flachaemus diluta
Flachaemus diluta är en insektsart som först beskrevs av Stsl 1866.  Flachaemus diluta ingår i släktet Flachaemus och familjen kilstritar. Inga underarter finns listade i Catalogue of Life.